# Einat
Einat (עֵינַת)) est un kibboutz.

## Histoire
Il est créé par des membres des kibboutz Givat HaShlosha et Ramat HaKovesh. Les habitants sont d'origine polonaise.
Le kibboutz a été privatisé, il exploite une salle de banquet et un cimetière laïque qui offre aux Israéliens non religieux une option de sépulture qui contourne l'établissement religieux. Le kibboutz possède une usine établie en 1930 qui produit des chaussures de combat pour l'armée.